# Herman T. Schneebeli

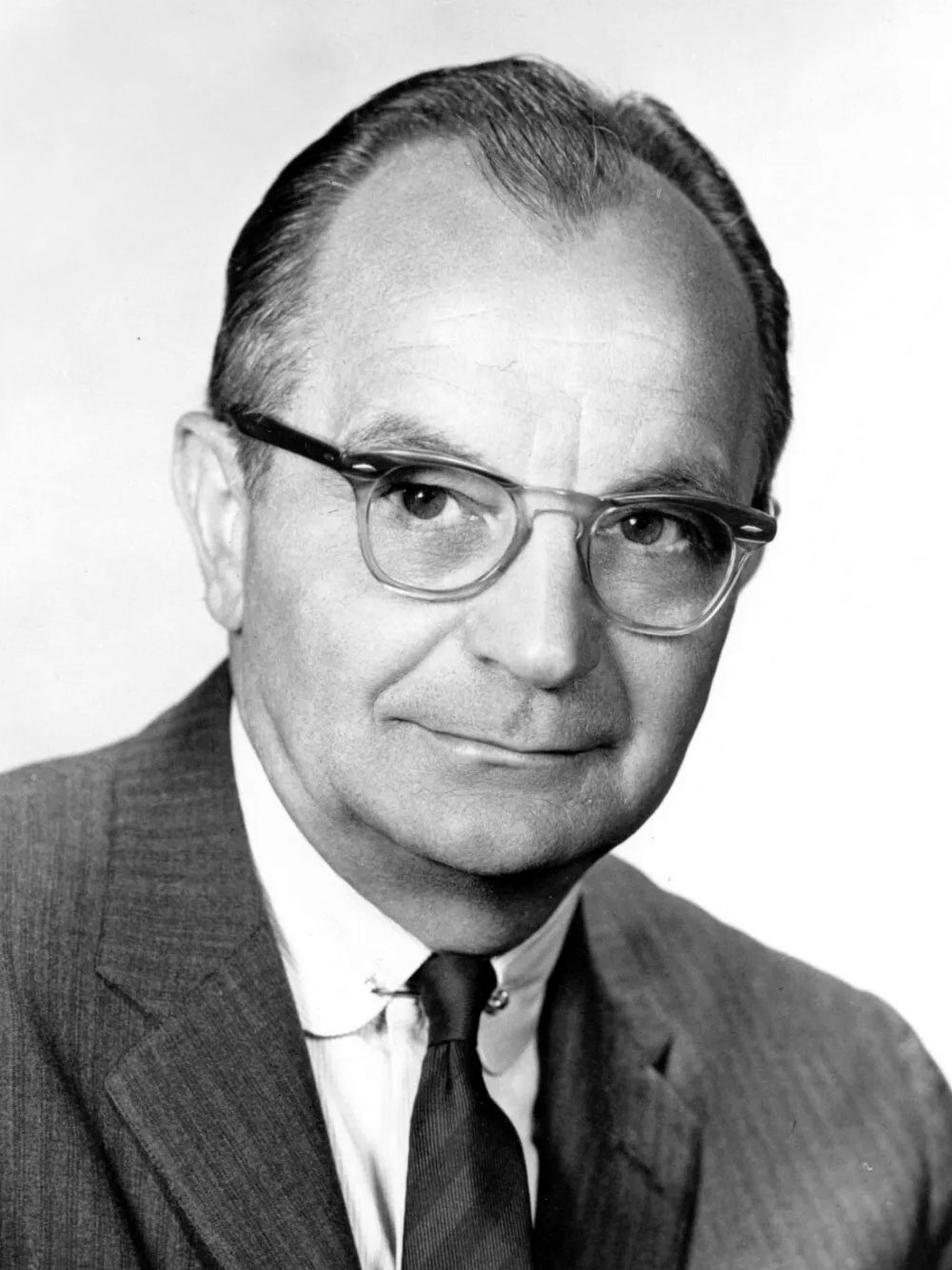
Herman T. Schneebeli (1969)

Herman Theodore Schneebeli (* 7. Juli 1907 in Lancaster, Pennsylvania; † 6. Mai 1982 in Philadelphia, Pennsylvania) war ein US-amerikanischer Politiker. Zwischen 1960 und 1977 vertrat er den Bundesstaat Pennsylvania im US-Repräsentantenhaus.

## Werdegang
Herman Schneebeli besuchte die öffentlichen Schulen seiner Heimat. 1926 absolvierte er die Mercersburg Academy und 1930 das Dartmouth College. Er beendete seine Ausbildungszeit im Jahr 1931 an der Amos Tuck School. In den folgenden Jahren arbeitete er in Williamsport als Kommissionshändler für die Ölfirma Gulf Oil Corporation sowie als Autohändler. Während des Zweiten Weltkriegs diente er zwischen 1942 und 1946 als Ordonnanzoffizier im Range eines Hauptmanns in den amerikanischen Streitkräften. Politisch schloss er sich der Republikanischen Partei an.
Nach dem Tod des Abgeordneten Alvin Bush wurde Schneebeli bei der fälligen Nachwahl für den 17. Sitz von Pennsylvania als dessen Nachfolger in das US-Repräsentantenhaus in Washington, D.C. gewählt, wo er am 26. April 1960 sein neues Mandat antrat. Nach acht Wiederwahlen konnte er bis zum 3. Januar 1977 im Kongress verbleiben. In diese Zeit fielen unter anderem der Vietnamkrieg und das Ende der Bürgerrechtsbewegung sowie im Jahr 1974 die Watergate-Affäre.
1976 verzichtete Herman Schneebeli auf eine weitere Kongresskandidatur. Nach dem Ende seiner Zeit im US-Repräsentantenhaus zog er sich aus der Politik zurück. Er verbrachte seinen Lebensabend in Williamsport und starb am 6. Mai 1982 in Philadelphia.